# Mekhi Phifer
Mekhi Phifer (Harlem, New York, 29 december 1974) is een Amerikaans acteur. Hij werd bekend door zijn rol als Gregory Pratt in de televisieserie ER.
Hij speelde ook in de film 8 Mile met Eminem en had rollen in de series Homicide: Life on the Street en House of Lies. Hij speelde mee in de videoclip voor "The Boy Is Mine" van Brandy en Monica.